# Jászkisér
Jászkisér est une ville et une commune du comitat de Jász-Nagykun-Szolnok en Hongrie.